# A.N.R. Robinson nemzetközi repülőtér
Az A.N.R. Robinson nemzetközi repülőtér (IATA: TAB, ICAO: TTCP) Trinidad és Tobago egyik nemzetközi repülőtere, amely Crown Point, Tobago közelében található. Éves utasforgalma 55 428 fő (2016).

## Futópályák
A repülőtér futópályái:
- 11/29 (2744 m, aszfalt)

## Forgalom
Az utasforgalom az elmúlt években az alábbi módon változott:
| Utasok száma | 55 428 | 56 397 | 54 386 | 58 736 |
|              | 2016   | 2017   | 2018   | 2019   |

## Légitársaságok és úticélok
A következő légitársaságok üzemeltetnek rendszeres menetrend szerinti és charterjáratokat:
| Légitársaság       | Célállomások                          |
| ------------------ | ------------------------------------- |
| British Airways    | London–Gatwick, St. Lucia             |
| Caribbean Airlines | Barbados, New York–JFK, Port of Spain |
| Condor             | Frankfurt                             |